# Барент Фабріціус
Барент (або Бернард) Фабріціус (нід. Barent Fabritius, до 16 листопада 1624 року — до 20 жовтня 1673 року) — нідерландський художник та ілюстратор доби бароко.

## Біографія
Барент Фабріціус народився у місті Мідденбемстер у Північній Голландії. Точна дата народження невідома, проте є дані про його хрещення, яке відбулося 16 листопада 1624 року. Батько — Пітер Карелсзоон Фабріціус (Pieter Carelsz. Fabritius), мати — Барбетьє ван дер Маес (Barbertje Barentsdr van der Maes), брати — художники Карел і Йоган.
Близько 1643 року переїхав до Амстердама, де, імовірно, навчався у Рембрандта, проте незабаром повернувся додому. Близько 1647 року знову приїжджає до Амстердама. Близько 1650 року згадується в історичних документах як незалежний художник. 18 серпня 1652 року одружився з Катариною Муссерс (Catharina Mussers) з Делфту, від якої мав шістьох дітей.
У 1656–1658 роках мешкав у Лейдені, де у травні 1658 року вступив до гільдії святого Луки. Того ж року виїхав з Лейдена і мешкав навперемінно в Амстердамі та Мідденбемстері, проте зберігав контакти з лейденськими художниками і 1661 року брав участь в оформленні лютеранської кірхи в Лейдені.
Помер у жовтні 1673 року в Амстердамі, похований 20 жовтня.

## Творчість
Писав переважно на біблійні, міфічні та історичні теми, також написав низку портретів. У творчості помітний вплив Рембрандта та Вермеєра.
З картин Фабріціуса видно, що його техніка була досить нерівною: іноді вона близька до техніки Рембрандта, з золотавим тоном та майстерною світлотінню, іноді — досить посередня, суха, з неприродними червоним тоном і чорно-синявим тінями.
Картини зберігаються в Луврі (Париж, Франція), Ермітажі (Санкт-Петербург, РФ), Державному музеї (Амстердам, Нідерланди), Національній галереї (Лондон, Велика Британія), музеї мистецтва Метрополітен (Нью-Йорк, США) та інших музеях світу.

### Галерея

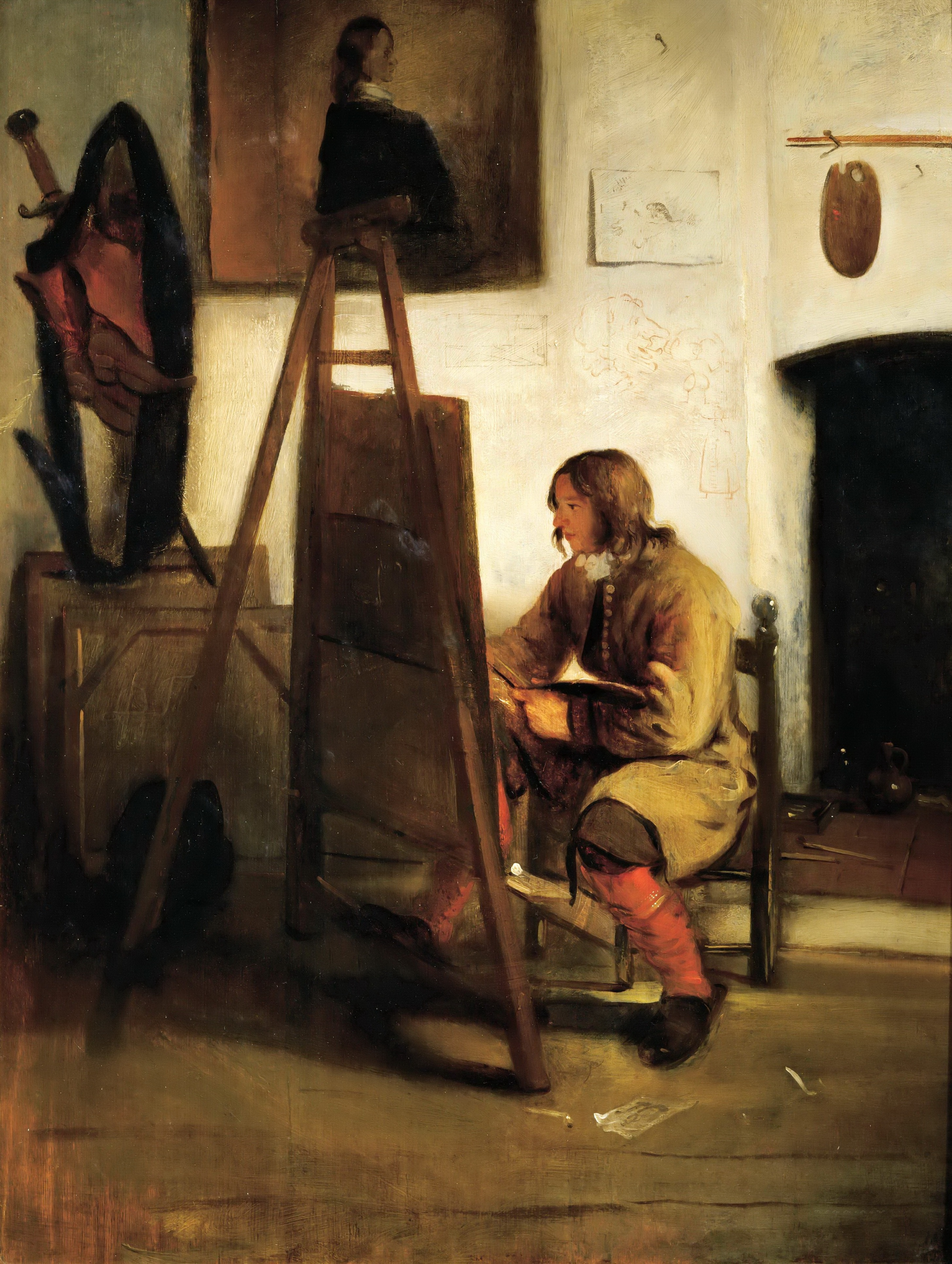
Молодий художник у студії (між 1655 та 1670 рр.)
Рут і Боаз (1660)
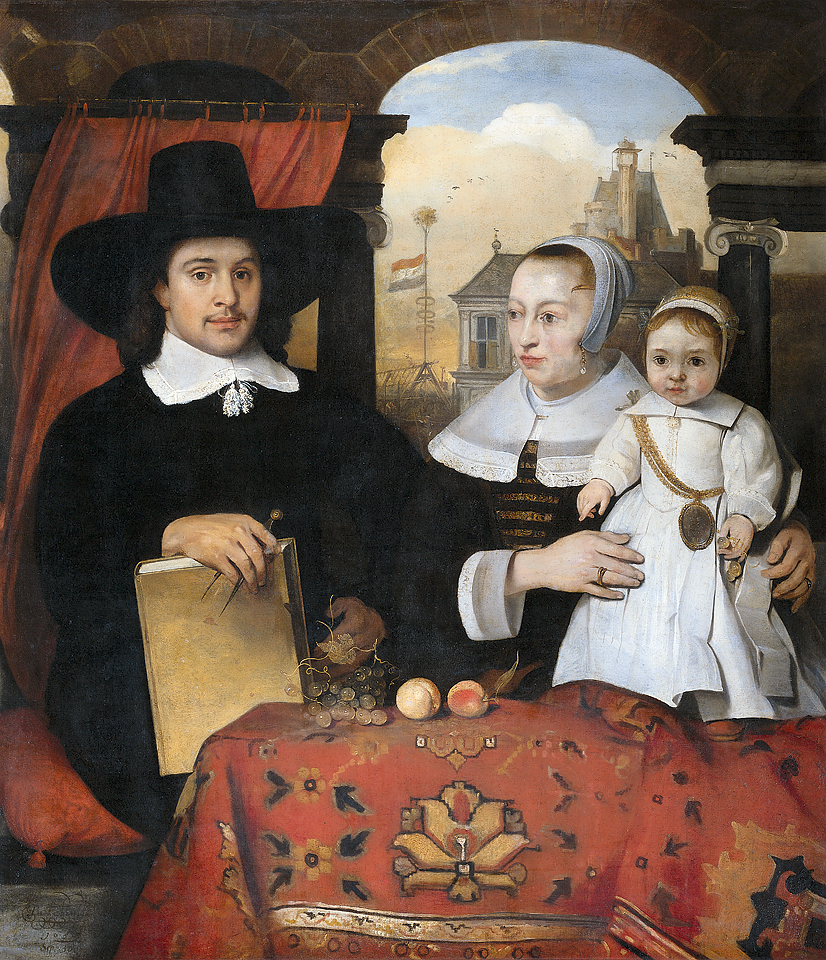
Портрет міського архітектора Лейдена Віллема ван дер Хелма з родиною (1656)
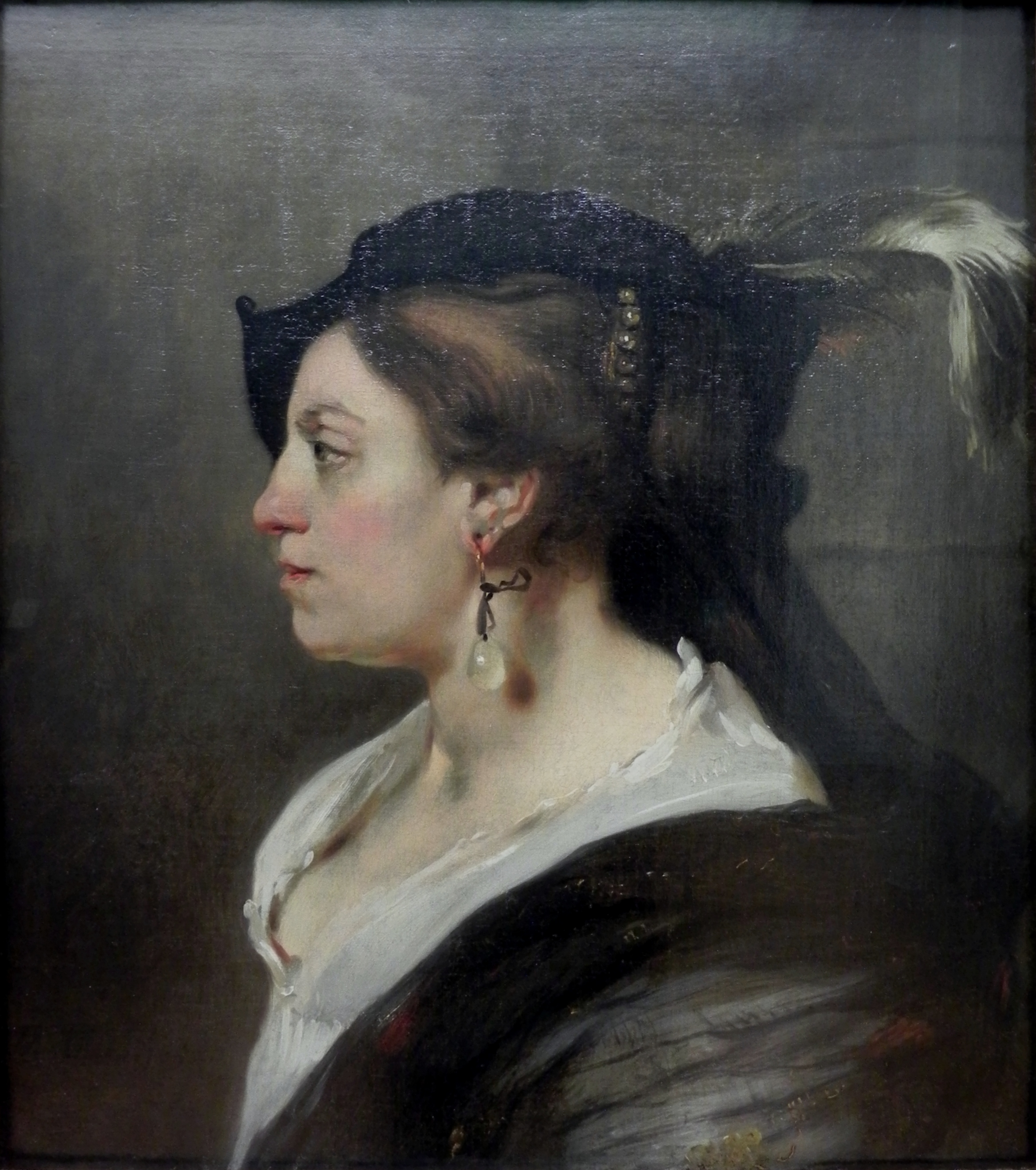
Жіночий портрет (1654)
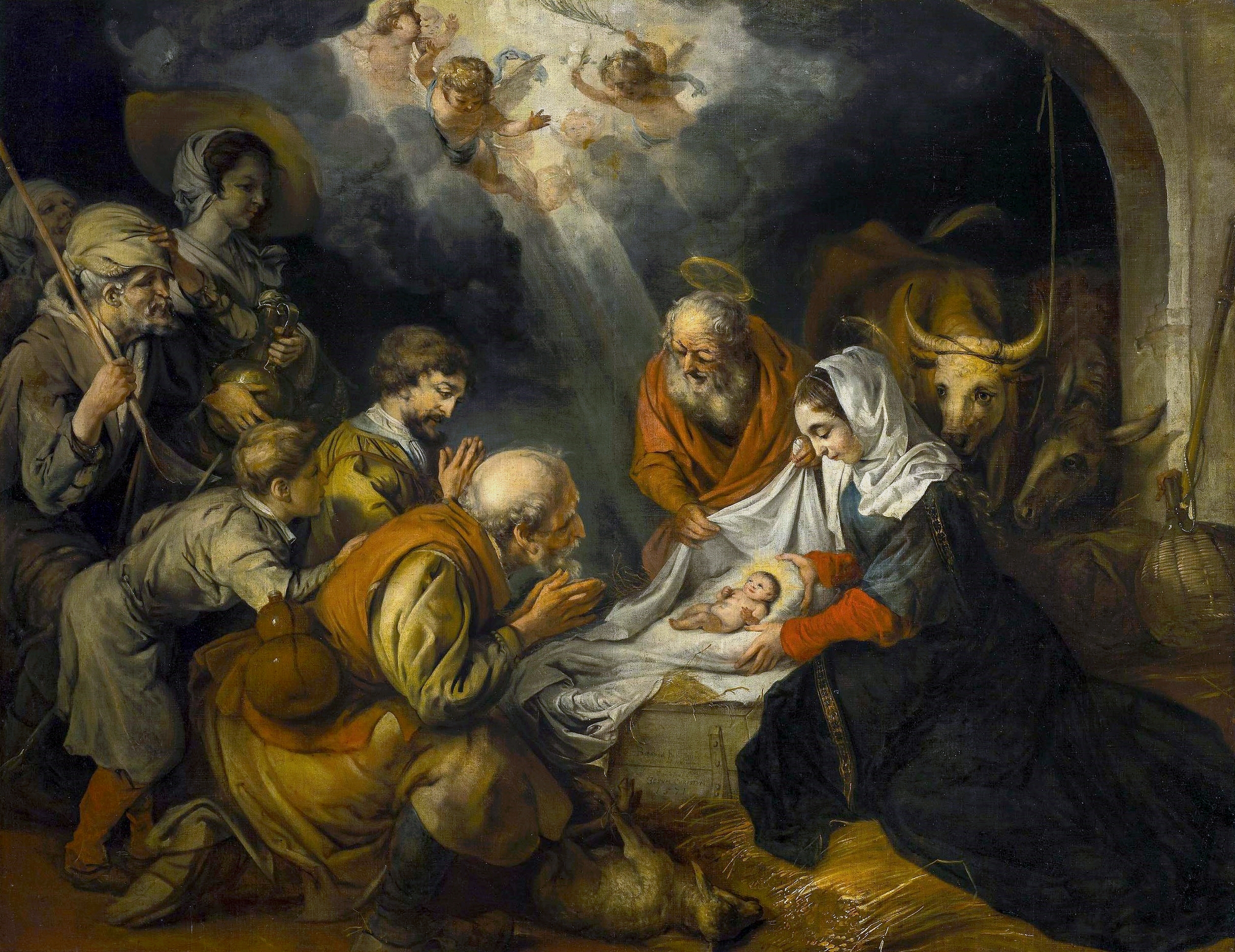
Поклоніння волхвів